# 加贺昭三
加贺昭三（日语：／ Kaga Shōzō，1955年—）是一名日本电子游戏制作人，也是Tirnanog有限公司的代表董事。他在1999年8月为止在任天堂的第二方Intelligent Systems担任游戏总监的职务。

## 作品
- 火焰之纹章系列
- 泪指轮传说系列
- 维斯塔利亚传说系列